# Gyurin Zsolt
Gyurin Zsolt (Budapest, 1973. szeptember 25. –) magyar színművész.

## Pályája
Színészi pályáját 1993-ban kezdte a Nemzeti Színházban (ma Pesti Magyar Színház) Sík Ferenc főrendező irányításával. 1995-ben a Budapesti Operettszínházban, majd 1996-tól három évadon át a Vígszínház előadásaiban játszott. 1999-ben a Honvéd Kamaraszínház művésze lett, 4 évadon át volt a társulat tagja.  Játszott a Soproni Petőfi Színház, a Gyulai Várszínház, a Thália Színház valamint a Budapesti Kamaraszínház előadásaiban 2012-ig, a színház megszűnéséig. 1996-2013 között, állandó tagja volt az Udvaros Béla által alapított és vezetett Evangélium Színház társulatának. Egyaránt otthonosan mozog a prózai és zenés színház világában. 2010 óta szinkronizál.  2015-től szinkronrendezőként is megismerhettük munkásságát.

## Szerepei

### Színház
- Shakespeare: Rómeó és Júlia – Rómeó (vizsgaelőadás:1993, Nemzeti Színház – Háziszínpad; R:Kovács G.- Sík Ferenc)
- Shakespeare: Lear király – Burgund fejedelme (1993, Várszínház; R: Sík Ferenc)
- Vörösmarty: Csongor és Tünde – Balga (vizsgaelőadás: 1993, Nemzeti Színház – Házi Színpad; R: Kovács G.- Sík Ferenc)
- Shakespeare: Hamlet – Cornelius (1994, Várszínház; R: Sík Ferenc)
- Móricz Zs.: Úri muri – Kondás (1994, Nemzeti Színház; R: Bodolay Géza)
- Huszka Jenő: Gül baba (1994, Gyulai Várszínház; R: Agárdy Gábor)
- Kálmán Imre: Zsuzsi kisasszony – Prebnyák (1994, Soproni Petőfi Színház; R: Szombathy Gyula)
- Fényes Sz.: Szeretni bolondulásig – Bárány István (1995, Fővárosi Operettszínház – Házi Színpad; R: Domonkos Zsuzsa)
- Tom Jones: Ez fantasztikus – Matt (1995, Fővárosi Operettszínház – Házi Színpad; R: Mikolay László)
- Lerner – Loewe: My Fair Lady – Strici (1995, Nemzeti Színház; R: Sík Ferenc)
- Tolsztoj – Piscator: Háború és béke – Francia tiszt (1995, Vígszínház; R: Valló Péter)
- Pavlovics M.: Ördög a zsákban – Marcona (1996, Napsugár Gyerekszínház; R: Szécsi Vilma)
- Sík Sándor: István király – Sebös (1996, Evangélium Színház; R: Udvaros Béla)
- Kovách A.: Téli zsoltár – Bese András (1996, Evangélium Színház; R: Udvaros Béla)
- Hašek – Spíró: Svejk – Kalmük, Adjutáns, Rendőr, Ápoló (1996, Vígszínház; R: Pinczés István)
- Márai S.: A kassai polgárok – Kristóf (1996, Evangélium Színház; R: Udvaros Béla)
- Illyés Gy.: Különc – Podmaniczky (1997, Evangélium Színház; R: Udvaros Béla)
- Németh L.: Galilei – Rodolfó (1998, Evangélium Színház; R: Udvaros Béla)
- Ibsen: Peer Gynt – Mas Moen (1999, Evangélium Színház; R: Udvaros Béla)
- Árvai – Csongrádi – Papp: Huncut a lány – Pityke Pál (1999, Budapesti Kamaraszínház – Shure Stúdió; R: Csongrádi Mária)
- Herczeg F.: A híd – Sándor Móricz (1999, Evangélium Színház; R: Udvaros Béla)
- Örkény I.: Pisti a vérzivatarban – Félszeg Pisti (2000, Thália Színház; R: Harsányi Sulyom László)
- Grimm – Divinyi: Rigócsőr király – Ketyere (2000, Budapesti Kamaraszínház – Tivoli; R: Radó János)
- Főrévi karácsonyi pásztorjéték – Rufinus (2000, Evangélium Színház; R: Udvaros Béla)
- Herczeg – Csongrádi: A vasárnapi asszony – Misike (2001, Budapesti Kamaraszínház – Shure Stúdió; R: Csongrádi Mária)
- Rober Bolt: Egy ember az örökkévalóságnak – William Roper (2002, Evangélium Színház; R: Udvaros Béla)
- G. B. Shaw: Szent Johanna – Martin Ladvenu testvér (2002, Evangélium Színház; R: Udvaros Béla)
- Tóth M.: Üzenet – Laci (2003, Budapesti Kamaraszínház – Shure Stúdió; R: Csongrádi Mária)
- Bal – Tarján: Kamaraoperett (2003, Honvéd Művészegyüttes; R: Bal József)
- Illyés Gyula: Fáklyaláng – Molnár Ferdinánd (2003, Evangélium Színház; R: Udvaros Béla)
- Giraudoux: Trójában nem lesz háború – Parisz (2004, Evangélium Színház; R: Udvaros Béla)
- Kiszely Gábor: Fiatalok voltunk – Angyal (2005, Bubik István Irodalmi Színpad; R: Kiszely Gábor)
- Németh László: Nagy család – Vogel Károly (2005, Evangélium Színház; R: Udvaros Béla)
- Nyírő József: A Próféta – Sadoch (2005, Evangélium Színház; R: Udvaros Béla)
- Csongrádi Kata: Énekelj, Déryné! – Joseph (2005, Budapesti Kamaraszínház; R: Csongrádi Mária)
- Hubay Miklós: Hová lett a rózsa lelke? – Marcus (2006, Evangélium Színház; R: Udvaros Béla)
- Szabó Magda: Szent Bertalan nappala – Lengyel József (2006, Evangélium Színház, R:Udvaros Béla)
- Heltai Jenő: Egy fillér – Károly (2007, Evangélium Színház; R: Udvaros Béla)
- Vörösmarty: Csongor és Tünde – Berreh (2007, Evangélium Színház; R: Udvaros Béla)
- Karinthy Frigyes műveiből: Utazás Karinthyában (2008, Theatro Társulat)
- Móra Ferenc műveiből: Egy óra Móra (2008, Theatro Társulat)
- Radnóti Miklós műveiből: Oly korban éltem én (2008, Theatro Társulat)
- Németh László: VII. Gergely – Donizo (2009, Evangélium Színház; R: Pataki András)
- Madách Imre: Az ember tragédiája – 12 különböző karakterszerep (2010, Evangélium Színház; R.: Udvaros Béla)
- Huszti- Csik- Laczó: Pizsamabál – Apa (2010, Evangélium Színház- Kazán Kamaraszínház közös produkciója, R.: Kriszt László)

### Tévé, film
- Mohács (1995)
- Angyali történetek – sorozat (1998)
- Szilveszteri gálaműsorok (1997, 1999, 2000)
- Vers (2000)
- Operettvarázs (2000)
- Musicalvarázs (2001)
- Zenés Kataságok (2000–2001)
- Szombat éjszaka (2001)
- A jányok nem angyalok (2001)
- Sláger Tv (2001)
- Huncut a lány
- Számháború helyett…
- Jóban rosszban (tv-sorozat, 2009-2017 között:  dr. Hegedüs Zoltán ügyvéd)
- Illúziók (2009)

### Szinkron
Sorozatok
- 37-es kód – Bart Maes  (Maarten Ketels)
- A Bosszú (Revenge) – Fabrizio
- A Grace klinika – Chad (Santiago Segura)
- A kis menyasszony – Hukum singh-Pratap apja (Pankaj Jha)
- A klón – Miguel (Fernando Perea)
- A múlt fogságában – Raul Fonseca
- A SÖTÉT TENGEREN – Sinclaire (Carvin White)
- A Toledo család – Alcides Castro Maquina (Anderson Balsero)
- A vihar – Macario (Tony Vela)
- A visszaeső – Jefferson (Nick Hounslow)
- Az Álmosvölgy legendája – Andy Brooks (John Cho)
- Az ifjú fáraó – Amun (Alexander Siddig)
- Banks nyomozó az ördög cimborája -Blackstone (Jack Deam)
- Carpoolers a melójárat – Gracen Brooker (Fred Goss)
- Csajos hármas – Alexander Rosenhoff (Ravi Patel)
- Csók és csata – Diogenes (Andres Mistage)
- Dél Királynője – Cucho Malespina (Diego Mignone)
- Diabolical: Deadly love – George Kalomeris (Artan Telqiu)
- Empire – Blake (Chet Hanks)
- Fargo – Skip Sprang (Mike Bradecich)
- Glades: Tengerparti gyilkosságok – Carl Stewart (Jay Paulson)
- Graceland: Ügynökjátszma – Sean Logan (Lawrence Gilliard Jr.)
- Helix – Sergio Balleseros (Mark Ghanime)
- Humans – Journalist (Adam Astill)
- Karibi szerelem – Ciro hadnagy  (Max Fercondini)
- Kettős játszma – Rojas (Carlos Lauricella)
- L.A. to Vegas a Jackpotjárat – Bernard (Nathan Lee Graham)
- Medici – Mario de' Medici (Lorenzo Balducci)
- Merlin kalandjai – Trickler (Kevin Eldon)
- Modern család (Comedy Central változat) – Ronaldo  (Christian Barillas)
- Murdoch nyomozó rejtélyei (Sorozat + szinkronváltozat) – George Crabtree (Jonny Harris)
- Oroszlánkölykök – Justin Carmody (Socratis Otto)
- Pandora szelencéje – Justin Cop (Daniel Mompi)
- Pigalle, éjszaka – Kéknyúl nyuszi a transzvesztita (Philippe Lazoore)
- Preacher – Adolf Hitler (Noah Taylor)
- Smaragdszív, az örökös – dr. Jaime Batista (Rhandy Pinango)
- Sr Ávila – Apostol (Carlos Gajardo)
- Twist Oliver – Bírósági tisztviselő (Steven O’Neill)
- Wersailles – Thomas Beaumont (Mark Rendall)
- Will 2017 – Baxter (Tadhg Murphy)
- X akták: az új évad – Gupta (Vik Sahay)

Filmes szinkronszerepek
- A kém – Amerikai turista (Ben Falcone)
- A szerelem epizódjai – Pierre (Roby Schinasi)
- Az igazság ligája:Háború – Thomas Morrow (Ioan Gruffudd)
- Az Olsen banda nyakig zűrben – Jawal Al Jalalahbad (Hassan El Sayed)
- Balra tarts – Fats (Joe Ransom)
- Colombiana – Ryan (Billy Slaughter)
- Fellini: Casanova – Du Bois márki (Daniel Emilfork)
- Halálos mulatság – Rendőr (Errol Sandiford)
- Ház az erdő mélyén – Ronald (Tom Lenk)
- John Wick – Alexander  (Alexander Frekey)
- Kaguya hercegnő története – Kuramochi
- Láttam a fényt – Jud Collins (Michael Haskins)
- Menyasszony kerestetik – Carlos (Octavio Gómez Berrios)
- Nagytudásúak 2. – Edward professzor (Eric Lampaert)
- Nyaraló Télapó – Stuffer (Ravi Narayan)
- Odd Thomas a halottlátó – Doktor (James Lawrence Sicard)
- Pippi hajóra száll – Dunder Karlsson (Hans Clarin)
- Sánta kutya – Tan (Raughi Yu)
- Seven: A hetedik – Paramedic (Paul Eckstein)
- Uno- Kjetil (Espen Juul Kristiansen)
- Zéró elmélet- Doctor (Ben Whishaw)

Rajzfilmek, rajzfilmsorozatok, animesorozatok
- Family Guy – John Travolta
- Firkavilla – Nivó bíró
- Garfield a macsk – Keszeg, a tisztiszolga
- Helen iskolája – Zaboosh
- Kenyérkirályok – Midi a bagoly
- Miraculous: Katicabogár és Fekete Macska kalandjai – Chris
- Pig – Zsiráf
- Szófia hercegnő – King Habib
- The Batman – Barry Allen / Villám (Charlie Schlatter)
- Űrzavar – Gork Yodol
- A varázsital titka – Aepyornix (Nicky Naude)
- Dragon Ball Super – Dermesztő
- Tsubasa kapitány – Kihshugi
- Yogioh – Jégcsap

## Könyve
- Gyurin Zsolt: Egyszer újra óriás leszek (A-Z Kiadó, 1996)

### Róla
- Csongrádi Kata: Ne add fel! (Mandala-Veda Kiadó, 2005)
- Csongrádi Kata: Szeress úgy, mint a Nap! (Mandala-Veda Kiadó, 2007)
- Udvaros Béla: Egy kis Nemzeti színház (Nap kiadó, 2015)

## Díjai
- 1996-ban Kazinczy-díj
- 2000-ben Évad színésze díj (Honvéd művészegyüttes-társulati szavazat alapján)
- 2005-ben Magyar Kulturális Örökség díj (az Evangélium Színház társulatának tagjaként)